# 에게르바리 예뇌
에게르바리 예뇌(헝가리어: Egerváry Jenő, 1891~1958)는 헝가리의 수학자이다. 그래프 이론에 공헌하였다.

## 생애
1891년 4월 16일 헝가리 데브레첸에서 태어났다. 1914년에 부다페스트의 외트뵈시 로란드 대학교에서 박사 학위를 수여받았다.
1938년에 외트뵈시 로란드 대학교의 프리바트도첸트(독일어: Privatdozent)가 되었다. 1941년에 부다페스트 공과대학교 교수가 되었다.
제2차 세계 대전 이후 헝가리에는 1949년에 공산 정권(헝가리 인민공화국)이 들어섰다. 1958년에 헝가리 인민공화국의 박해로 인해 자살하였다.

## 참고 문헌
- Martello, Silvano (2010). “Jenő Egerváry: from the origins of the Hungarian algorithm to satellite communication” (PDF). 《Central European Journal of Operations Research》 (영어) 18 (1): 47–58. doi:10.1007/s10100-009-0125-z. ISSN 1435-246X. 2017년 8월 29일에 원본 문서 (PDF)에서 보존된 문서. 2017년 4월 23일에 확인함.
- Rapcsák, Tamás (2010). “The life and works of Jenő Egerváry (1891–1958)”. 《Central European Journal of Operations Research》 (영어) 18 (1): 59–71. doi:10.1007/s10100-009-0127-x. ISSN 1435-246X.